# Battaglia delle Amazzoni (Feuerbach)
La Battaglia delle Amazzoni o Amazonenschlacht (seconda versione) è un dipinto a olio su tela del pittore tedesco Anselm Feuerbach, iniziato nel 1871 e terminato nel 1873. L’opera è conservata al Germanisches Nationalmuseum di Norimberga.

## Storia
Il dipinto raffigura il mito delle Amazzoni nella guerra di Troia, le cui vicende vengono narrate dal poeta greco Omero nell'Iliade. Guidate dalla regina Pentesilea, le Amazzoni corrono in aiuto del re troiano Priamo che viene attaccato dai greci, capeggiati da Menelao, re di Sparta. Nella battaglia contro i greci, Pentesilea viene uccisa dal leggendario guerriero Achille che si innamora di lei nel momento in cui toglie l’elmo all’Amazzone in fin di vita. Contrariamente alla tradizione, secondo la quale i cadaveri dei nemici vengono lasciati ai necrofagi dopo la battaglia, Achille consegna quello di Pentesilea ai troiani.

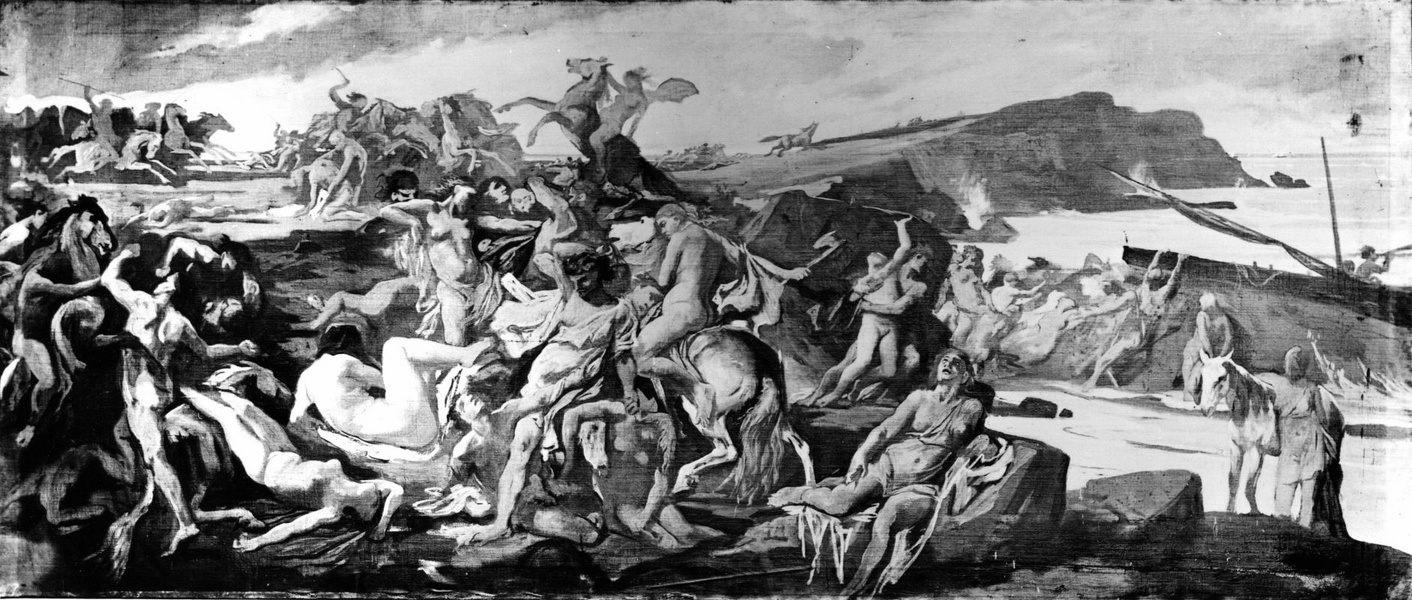
Battaglia delle Amazzoni (prima versione)

### Prima versione
Dopo aver completato lo studio sulla tecnica di pittura a olio su tela nel 1857, Feuerbach continuò a lavorare alla raffigurazione della Battaglia delle Amazzoni. Negli anni ’60 dell’Ottocento, Feuerbach si dedicò costantemente alla realizzazione della prima versione pittorica che andò perduta durante la Seconda guerra mondiale. 

### Seconda versione
Nel Dicembre del 1870 Feuerbach iniziò a lavorare alle bozze della Battaglia delle Amazzoni. Come per la prima versione, la rappresentazione di Feuerbach della leggenda non mostra una battaglia vera e propria, ma una serie di singole scene, allontanandosi così dalla tradizione.

## Descrizione

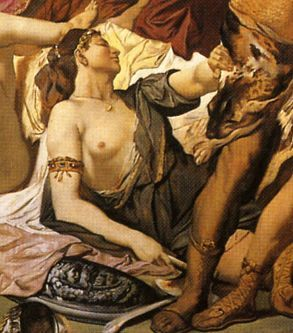
Pentesilea, dettaglio

Il dipinto raffigura la Battaglia delle Amazzoni che si svolge in un arido paesaggio costiero. Il punto focale dell’azione è incentrato sulle figure disposte ad angolo retto a sinistra dell’immagine. Il gruppo di Amazzoni sullo sfondo a sinistra attacca un gruppo di uomini più a destra, ma la futilità di questo attacco è evidente siccome gli uomini vengono solo feriti. Nonostante questa scena risulti, dal punto di vista contenutistico, priva di senso, ha comunque una funzione formale: è il punto da cui parte la scena di movimento sullo sfondo, che continua tra le nuvole e termina a destra, nel punto in cui si vede il cavallo che corre.
Quasi al centro dell’immagine, leggermente spostato verso l’angolo sinistro, un trapezio con al centro una figura sdraiata di schiena, cattura immediatamente lo sguardo dello spettatore. La figura monumentale rimane impassibile agli eventi vicini. Intorno a lei sono raggruppate cinque Amazzoni, alcune ferite, altre cadute, formando così una cornice attorno alla figura.
La donna distesa a destra della figura di schiena viene identificata dal copricapo come Pentesilea, regina delle Amazzoni. A differenza della maggior parte delle Amazzoni cadute, indossa una preziosa tunica e, come le Amazzoni combattenti, ha il seno destro esposto discostandosi dalla tradizione che prevede il seno sinistro scoperto. Nella mano destra stringe l’ascia da battaglia, mentre con la sinistra cerca il sostegno di un guerriero più anziano. La sua caduta richiama la sconfitta delle Amazzoni. L’atteggiamento di Pentesilea porta l’attenzione su un altro dettaglio importante del dipinto: il gruppo di due uomini.

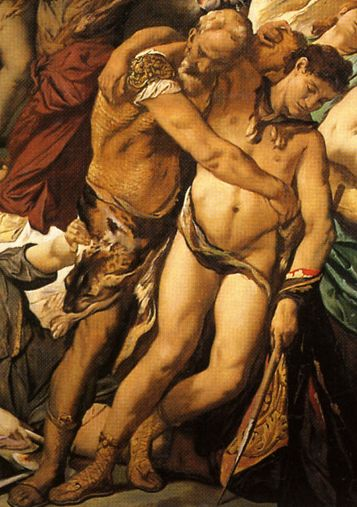
Gruppo di due uomini, dettaglio

Un giovane ferito con indosso una pelliccia di lupo, trofeo di caccia per antonomasia, viene sorretto da un uomo anziano e portato via dal campo di battaglia. Feuerbach raffigura i due uomini in modo più rallentato rispetto alla velocità narrativa del dipinto: mediante la loro postura instabile, la composizione del quadro risulta inclinata e allo stesso tempo finita, generando così tensione. La causa del rallentamento dell’azione è da ricondursi alla mano sinistra di Pentesilea che trattiene il guerriero e alla breve pausa dell’uomo nella montagna di feriti.

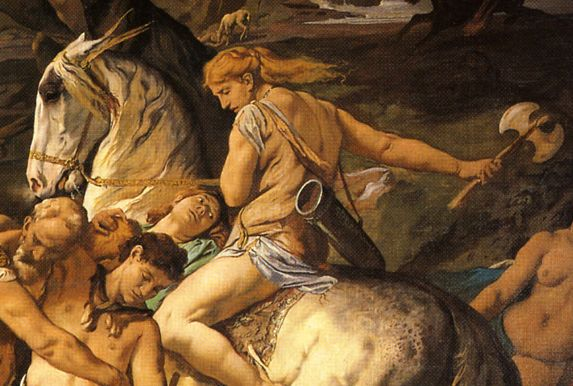
Amazzone a cavallo con ascia, dettaglio

Alla destra dei due uomini si erge un’Amazzone a cavallo che solleva un’ascia posta diagonalmente rispetto all’immagine. Il colpo della donna è apparentemente diretto al guerriero che sta molestando la sua compagna di combattimento, ma è ostacolata da un altro guerriero che viene spinto indietro. La figura rappresenta il lato di una costruzione piramidale al cui vertice si trova un’Amazzone in groppa a un cavallo nero. 

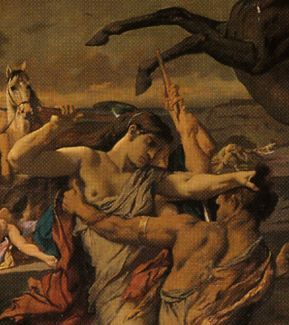
Due Amazzoni e un uomo, dettaglio

A sinistra, sotto il cavallo nero, viene raffigurato un combattimento ravvicinato: due Amazzoni colpiscono con giavellotto e ascia da guerra un avversario dalla pelle dorata, che resiste disperatamente, ma senza successo. 
Il margine a sinistra degli uomini feriti è delimitato da una “catena di gruppo”. Lì vi è un guerriero dalla pelle scura intento a togliere una collana di perle dai capelli di un’Amazzone, simbolo della visione che Feuerbach e i suoi contemporanei avevano degli africani. La vittima del nemico dalla pelle scura non si oppone. Completa quest'ultima scena un’Amazzone a cavallo che affronta un nemico che sta per sferrare un attacco.

## La colorazione
La colorazione dell'immagine è perlopiù sobria e priva di colori sgargianti. In particolare risaltano i toni del blu, del verde, del viola e del rosa, dominanti nella parte centrale dell’opera, che spiccano nell’ambiente grigio e marrone. Il gruppo di Amazzoni ferite e cadute viene illuminato da una striscia di luce opaca. Verso i bordi del dipinto la scena si scurisce toccando le tonalità del viola e del marrone. Per quanto riguarda la composizione della "catena di gruppo", prevale la presenza dei Sette: due volte sette donne contro sette uomini, sette azioni diverse, sette combattimenti e sette Amazzoni fuori combattimento. La caduta di Pentesilea interrompe questa ripetizione.